# بوکووچه (نگوتین)
بوکووچه (به صربی: Bukovče) یک روستا در صربستان است که در نگوتین واقع شده‌است. بوکووچه ۱٬۴۴۲ نفر جمعیت دارد.